# 张建欣
张建欣（1955年10月—），女，河北无极人，中华人民共和国政治人物。太原重型机械学院基础部应用力学专业毕业，吉林大学经管系国民经济计划和管理专业在职研究生学历，经济学硕士学位，高级经济师。第十届全国人大代表。

## 生平
1973年10月参加工作。1975年6月加入中国共产党。早年进入太原重机学院数力系，后供职于太原市第一毛纺织厂，1992年4月，升任厂长。1994年11月，任山西省纺织总会副会长。
2000年6月，任中共晋城市委常委、副市长。2001年5月，任中共晋城市委副书记。2003年1月，任中共朔州市委副书记、代市长、市长。2006年2月，任中共忻州市委书记。
2009年1月，升任山西省人民政府副省长。2016年1月29日，辞去山西省副省长职务，当选山西省人大常委会副主任。